# Amazonische effen xenops
De Amazonische effen xenops (Xenops genibarbis) is een zangvogel uit de familie Furnariidae (ovenvogels). De vogel werd in 1811 geldig beschreven door de Duitse dierkundige Johann Karl Wilhelm Illiger.

## Kenmerken
De vogel is 11 tot 12 cm lang. Het is een kleine grijsbruine vogel, donker grijsbruin van boven en licht grijsbruin van onder. De koptekening is minder contrastrijk als bij Sparmanns xenops. Er zijn tien ondersoorten die in dit opzicht van elkaar verschillen en populaties vormen in diverse regio's in Midden- en Zuid-Amerika.

## Verspreiding en leefgebied
Deze soort komt voor in het Amazonegebied en telt vijf ondersoorten:
- X. g. remoratus: oostelijk Colombia, zuidelijk Venezuela en noordwestelijk Brazilië.
- X. g. ruficaudus: oostelijk Colombia, Venezuela, de Guyana's en noordelijk Brazilië.
- X. g. obsoletus: oostelijk Ecuador, oostelijk Peru, noordelijk Bolivia en westelijk Brazilië.
- X. g. genibarbis: het noordelijke deel van Centraal-Brazilië (bezuiden de Amazonerivier).
- X. g. alagoanus: Noordoostelijk Brazilië

De leefgebieden liggen in natuurlijk bos tot op 1500 meter boven zeeniveau. Het is geen bedreigde vogelsoort.